# Cabell City
Cabell City ist eine Geisterstadt und ehemalige Bergbaustadt im Grant County, Oregon, USA.

## Geschichte
Cabell City wurde in den 1880er Jahren von Fred E. und John B. Cabell gegründet, die die La Bellevue Mine betrieben. Es wurde kein Postamt eingerichtet, und Cabell City war nie eine offizielle "Stadt" beziehungsweise "City". Von der Siedlung ist nur noch der Friedhof übrig geblieben, der die Gräber von Fred und Johanna Cabell und ihrer 8-jährigen Tochter sowie einige verlassene Gebäude und Bergbaugeräte beherbergt.